# Gobernador de Oaxaca
El gobernador del Estado Libre y Soberano de Oaxaca es el titular del poder ejecutivo de dicho estado. Al igual que todos los gobernantes mexicanos, es elegido por voto directo y universal. Después de ser electo, asume al cargo el 1 de diciembre del año del proceso electoral. Un titular sobre puede ocupar el cargo durante un máximo de seis años, incluso si se asumió como provisional, interino, sustituto o encargado del despacho. 
En casos de faltas temporales (no mayores a treinta días) del gobernador asumirá como gobernador provisional el secretario general de Gobierno; mientras que en casos de faltas absolutas (destitución, muerte o renuncia), el Congreso de Oaxaca designará a un gobernador interino para suplirlo. Asimismo, el Congreso de Oaxaca es el único que puede avalar una renuncia por un caso grave.
El cargo existe desde el 25 de mayo de 1824 en su inclusión en la Ley Orgánica del Estado a la par de un vicegobernador, cuya figura fue suprimida en 1852. Su actual carta magna, la Constitución Política del Estado Libre y Soberano de Oaxaca decretada el 15 de abril de 1922, estableció su estatutos actuales en el Capítulo III «Del poder ejecutivo».
Para el despacho de sus funciones el gobernador se auxilia para cumplir con la Administración Pública compuesta por las secretarías de Estado, órganos desconcentrados y órganos auxiliares. Asimismo, el gobernador para su representación jurídica cuenta con el consejero jurídico del Gobierno para dar un apoyo técnico permanente y directo.

## Requisitos para asumir el cargo
Según el artículo 68 de la Constitución Política de la Constitución Política del Estado Libre y Soberano de Oaxaca para asumir el cargo se debe contar con las siguientes condiciones:
- Poseer la nacionalidad mexicana por nacimiento y tener la residencia no menor a tres años del día de elección en Oaxaca o en un estado vecino.
- Tener treinta años cumplidos el día de la elección.
- Tener un modo honesto de vivir.
- En el caso de haber pertenecido a las Fuerzas Armadas o de Seguridad Pública federales o estatales separarse del servicio activo por lo menos ciento veinte días para el día de la elección.
- En el caso de haber desempeñado un cargo público dentro del Tribunal Electoral Estatal o del Instituto Electoral Estatal haberse separado del cargo —sin licencia— por lo menos dos años para el día de la elección.
- En el caso de haber desempeñado cualquier cargo dentro del Poder Judicial de la Federación haberse separado del cargo por lo menos ciento veinte días para el día de la elección.
- En el caso de haber desempeñado como magistrado del Tribunal Superior de Justicia del Estado o de los tribunales especializados, presidente de la República, directores del algún órgano constitucional autónomo o cualquier cargo de alto nivel de la Administración Pública Federal o Estatal (secretario de Estado o director general de un órgano descentralizado, una empresa paraestatal o una empresa de participación estatal mayoritaria, etc.) haberse separado del cargo —sin licencia— por lo menos dos años para el día de la elección.